# کتابخانه هکتور هودلر

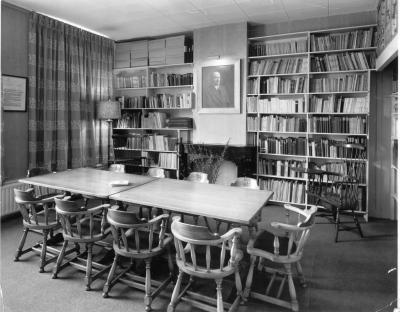
اتاق مطالعه در دهه ۱۹۶۰

کتابخانه هکتور هودلر یکی از بزرگ‌ترین کتابخانه‌های اسپرانتو است که در سال ۱۹۰۲ تأسیس شد، این کتابخانه دارای حدود ۳۰۰۰۰ کتاب به اضافه نشریات، نسخه‌های خطی، عکس، موسیقی و مجموعه‌های دیگر است. سه اتاق در دفتر مرکزی انجمن جهانی اسپرانتو (UEA) در روتردام، هلند را به خود اختصاص داده است.

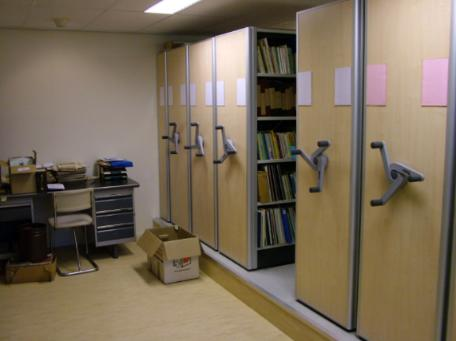
کتابخانه در سال ۲۰۰۶

انجمن اسپرانتو سوئیس این کتابخانه را در سال ۱۹۰۸ در سوئیس افتتاح کرد. در سال ۱۹۱۲ کتابخانه در اختیار هکتور هودلر، مؤسس UEA قرار گرفت و پس از مرگ هودلر در سال ۱۹۲۰ کتابخانه تحت مدیریت UEA در سوئیس باقی ماند. این کتابخانه در سال ۱۹۴۷ به کتابخانه هکتور هودلر تغییر نام داد و در سال ۱۹۶۰ با انتقال دفتر مرکزی UEA به روتردام، کتابخانه نیز به آنجا منتقل گردید.
از دیگر مجموعه‌های اصلی کتاب‌های اسپرانتو در موزه بین‌المللی اسپرانتو، کتابخانه مونتاگو سی. باتلر، مرکز اسناد و مطالعات زبان بین‌المللی در سوئیس، و کتابخانه آلمانی اسپرانتو هستند.